# 盧波什·科胡特克
盧波什·科胡特克（捷克語：Luboš Kohoutek，1935年1月29日—）是一位捷克天文學家，出生於捷克斯洛伐克扎布熱赫。

## 生涯
科胡特克在高中時就立志成為天文學家。他在布爾諾和布拉格 (1958年結束) 的大學學習物理學和天文學，然後在捷克科學院從事天文學的工作，1967年於當地出版銀河系的行星狀星雲目錄。科胡特克長期都在漢堡-卑爾格道夫天文台從事觀測。蘇聯佔據捷克斯洛伐克 (1968年) 之後，他決定留在德國 (1970年)。他在70年代的發現使他成為媒體界的名人，在之後的幾年，科胡特克在西班牙和智利的天文台工作，從事行星狀星雲的研究。
2001年科胡特克正式退休，但仍在漢堡-卑爾格道夫天文台從事研究。科胡特克總共發表了162件科學作品。

## 天文的發現
科胡特克是最出名的彗星發現者之一，包括75D/科胡特克和威斯特-科胡特克-池村彗星，還有著名但令人失望的科胡特克彗星 (C/1973 E1)
.。
他也發現為數眾多的小行星，包括阿波羅型小行星(1865) 三頭犬 (1865 Cerberus)。
小行星1850以他的名字命名。
| 發現的小行星：75    | 發現的小行星：75 |
| ------------------- | ---------------- |
| 小行星1834          | 1969年8月22日    |
| 小行星1840          | 1971年10月26日   |
| 小行星1841          | 1971年10月26日   |
| 小行星1842          | 1972年1月14日    |
| 小行星1843          | 1972年1月14日    |
| 小行星1861          | 1970年11月24日   |
| 小行星1865          | 1971年10月26日   |
| 小行星1875          | 1969年8月22日    |
| 小行星1894          | 1971年10月26日   |
| 小行星1895          | 1971年10月26日   |
| 小行星1896          | 1971年10月26日   |
| 小行星1897          | 1971年10月26日   |
| 小行星1898          | 1971年10月26日   |
| 小行星1899          | 1971年10月26日   |
| 小行星1901          | 1972年1月14日    |
| 小行星1931          | 1969年8月22日    |
| 小行星1932          | 1971年10月26日   |
| 小行星1933          | 1972年1月14日    |
| 小行星1942          | 1972年9月30日    |
| 小行星1963          | 1975年2月9日     |
| 小行星1995          | 1971年10月26日   |
| 小行星1999          | 1973年2月27日    |
| 小行星2047          | 1971年10月26日   |
| 小行星2055          | 1974年2月19日    |
| 小行星2073          | 1974年2月19日    |
| 小行星2281          | 1971年10月26日   |
| 小行星2375          | 1975年1月8日     |
| 小行星2407          | 1973年2月27日    |
| 小行星2418          | 1971年10月26日   |
| 小行星2472          | 1973年2月27日    |
| 小行星2541          | 1973年2月27日    |
| 小行星2667          | 1967年10月30日   |
| 小行星2767          | 1967年10月30日   |
| 小行星2838          | 1971年10月26日   |
| 小行星2900          | 1972年1月14日    |
| 小行星2901          | 1973年2月27日    |
| 小行星3081          | 1971年10月26日   |
| 小行星3109          | 1974年2月19日    |
| 小行星3303          | 1967年10月30日   |
| 小行星3336          | 1971年10月26日   |
| 小行星3337          | 1971年10月26日   |
| 小行星3407          | 1973年2月28日    |
| 小行星3475          | 1972年10月4日    |
| 小行星3514          | 1971年10月26日   |
| 小行星3627          | 1973年2月28日    |
| 小行星3635          | 1981年11月21日   |
| 小行星3769 [1]      | 1967年10月30日   |
| 小行星3825          | 1967年10月30日   |
| 小行星4137          | 1970年11月24日   |
| 小行星4425          | 1967年10月30日   |
| 小行星5268          | 1971年10月26日   |
| 小行星6215          | 1973年3月7日     |
| 小行星6431          | 1967年10月30日   |
| 小行星6680          | 1970年11月24日   |
| 小行星7044          | 1971年10月26日   |
| 小行星7806          | 1971年10月26日   |
| 小行星8606          | 1971年10月26日   |
| 小行星8607          | 1971年10月26日   |
| 小行星8779          | 1971年10月26日   |
| 小行星9513          | 1971年10月26日   |
| 小行星10003         | 1971年10月26日   |
| 小行星10260         | 1972年10月4日    |
| 小行星10987         | 1967年10月30日   |
| 小行星11250         | 1972年1月14日    |
| 小行星11436         | 1969年8月22日    |
| (11783) 1971 UN1    | 1971年10月26日   |
| (11784) 1971 UT1    | 1971年10月26日   |
| (14311) 1971 UK1    | 1971年10月26日   |
| (16351) 1971 US     | 1971年10月26日   |
| (20960) 1971 UR     | 1971年10月26日   |
| (24600) 1971 UQ     | 1971年10月26日   |
| 小行星24601         | 1971年10月26日   |
| (29076) 1972 TR8    | 1972年10月4日    |
| (37527) 1971 UJ1    | 1971年10月26日   |
| (58094) 1972 AP     | 1972年1月14日    |
| 1. 1 with A. Kriete |                  |

## 註解
1. ↑  O'Meara, Stephen James. . New York: Cambridge University Press. 2007: 420. ISBN 0-521-83704-9.
2. ↑  Mitton, Simon. . New Scientist. Nov 15, 1973: 464.